# Madeleine Wanamaker
Pour les articles homonymes, voir Wanamaker.
Madeleine Wanamaker est une rameuse américaine, née le 14 février 1995.

## Palmarès

### Championnats du monde
- 2018, à Plovdiv, en Bulgarie
  -  Médaille d'or en quatre de pointe avec Erin Boxberger, Molly Bruggeman et Erin Reelick